# Vale Music

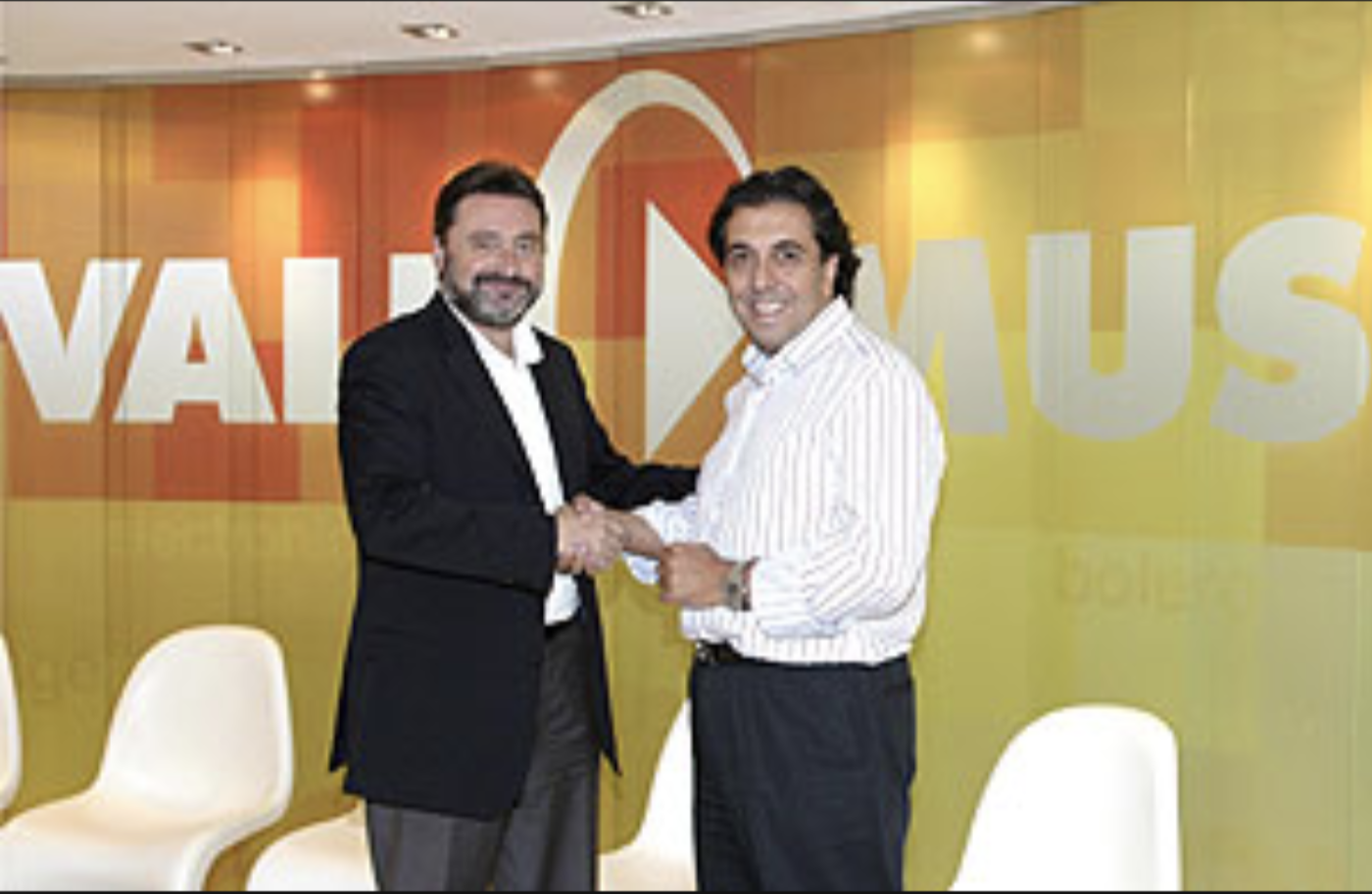
Ricardo Campoy, presidente de Vale Music, junto a Jesús López, CEO de Universal Music Latino.

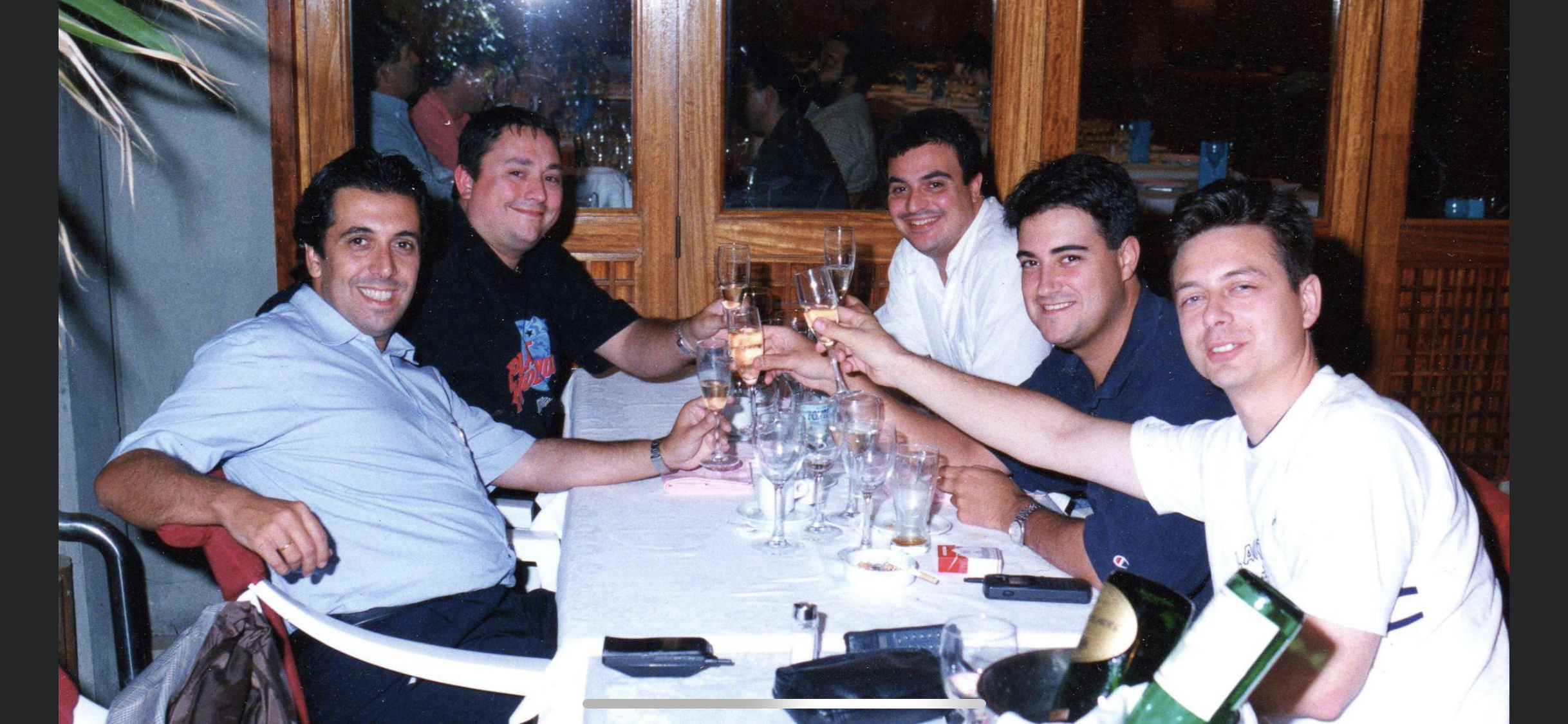
Ricardo Campoy junto a José María Castells, Andreu Ugas, Quique Tejada y Toni Peret en el inicio de Vale Music

Vale Music fue una compañía discográfica española fundada y dirigida por Ricardo Campoy. Junto a él, José María Castells, Gabriel Blanco, Toni Peret, Quique Tejada, Andreu Ugas y Narcís Rebollo, que provenían de la antigua discográfica de Campoy, Max Music. Universal Music Group adquirió el sello en el 2007, formando así parte de la mayor compañía de música del mundo.
Se fundó a finales de 1997 y sus oficinas centrales estuvieron en Barcelona, España. Llegó a ser la compañía discográfica más importante de España. La compañía inició su trayectoria especializándose en música 'dance' y en discos recopilatorio como 'Caribe', 'Disco Estrella', 'Todo Éxitos' o 'Superventas', además de ser la discográfica de varios proyectos de televisión como Crónicas marcianas (programa de televisión), Gran Hermano y Operación Triunfo. Asimismo fue pionera en la introducción del reguetón en España, utilizando para ello como medio de promoción algunos de los programas de televisión citados anteriormente y lanzando al mercado el recopilatorio 'El Disco De Reggaeton'.
Algunos de sus artistas tuvieron gran éxito cuando salieron de España a conquistar nuevos mercados en otros países, tales como David Bisbal, Manuel Carrasco y Juan Magán (América Latina, Europa, Estados Unidos) y en menor medida, Rosario Flores, María Isabel y Chenoa. También fueron éxitos nacionales cantantes como Sonia y Selena, Coyote Dax, King África, David Civera y Merche. 
Los lanzamientos de Vale Music han generado unas ventas mundiales de más de 15 millones de discos de artistas individuales y más de 7 millones de discos recopilatorio. Actualmente su repertorio y roster de artistas están integrados en el sello Universal Music Group.

## Artistas de Vale Music
Estos son algunos de los artistas que formaron parte de Vale Music:
• Eva Marti ( aka XTM Feat.ANNIA ) 
{{columns-list|2|
- Ainhoa Arteta
- Batuka
- Beth
- David Bustamante
- Calle París
- Chenoa
- Coyote Dax
- David Bisbal
- David Civera
- Decai
- Gloria Trevi
- Inna
- José Luis Perales
- Natalia
- Juan Magan
- Kate Ryan
- King África
- Manu Tenorio
- Manuel Carrasco
- María Isabel
- Merche
- Nuria Fergó
- OT
- Café Quijano
- Rosa López
- Rosario Flores
- Sonia y Selena
- Soraya Arnelas
- Viceversa
- La Unión